# Dziennik Stargardzki
Dziennik Stargardzki – gazeta lokalna ukazująca się od 7 czerwca 2002 w Stargardzie oraz na terenie powiatu stargardzkiego. Początkowo gazeta ukazywała się codziennie, następnie – 3 razy w tygodniu, od 2004 – 2 razy w tygodniu we wtorek i piątek, od września 2022 – 1 raz w tygodniu w piątek. Należy do Stowarzyszenia Gazet Lokalnych.

## Historia

### Pierwsza dekada XXI w.
„Dziennik Stargardzki” jako gazeta lokalna rozpoczęła działalność w czerwcu 2002, pierwszy numer ukazał się z datą 7 czerwca. Jej wydawcą była firma Poligraficzno-Wydawnicza „Poligraf” Marka Słomskiego z Nowogardu. Redaktorem naczelnym został Olgierd Wojciechowicz – był nim do listopada 2002. Sekretarzem redakcji została Magdalena Wysznacka. Jednymi z pierwszych pracowników gazety byli dziennikarze: Przemysław Bielewicz, Marcin Rumiński (wcześniej był w Gazecie Stargardzkiej), Marcin Herbsztain, Katarzyna Wiśniewska, Katarzyna Świerczyńska i Damian Maligłówka. Od 2002 na stanowisku grafika komputerowego pracował Grzegorz Szostakiewicz. Z dniem 14 listopada 2002 pełniącym obowiązki redaktora naczelnego wykonywał Przemysław Bielewicz. 16 czerwca 2003 funkcję naczelnego „Dziennika Stargardzkiego” objął Tomasz Duklanowski. Jego styl prowadzenia redakcji określany był jako tabloidowy i sensacyjny. Wprowadził zmiany, zmienił layout, wskazał by chodzić do ludzi i z nimi rozmawiać, a nie tylko dzwonić. Gazeta wówczas miała profil anty-SLD.
W sierpniu 2004 w redakcji wybuchł konflikt. W tym samym miesiącu wydawca zwolnił redaktora naczelnego Tomasza Duklanowskiego. W sierpniu 2004 redaktorem naczelnym czasowo został Marek Słomski (właściciel drukarni prasowej DJ Media w Nowogardzie), zarazem prezes „Dziennika Nowogardzkiego”. Następnie kierowanie redakcją objął ówczesny zastępca redaktora naczelnego Marcin Rumiński. W czerwcu 2005 naczelnym redakcji został Witold Jabłoński. W tym samym roku, w październiku kierowanie redakcją objął Przemysław Bielewicz (jako stargardzki radny PiS został w marcu 2007 uznany przez sąd winnym naruszenia ciszy wyborczej podczas listopadowych wyborów samorządowych, jako redaktor naczelny wydał polecenie i ostatecznie na stronie internetowej trafił przedwyborczy sondaż), następnie redaktorem naczelnym była Katarzyna Kowalska. W 2007 kierownictwo redakcji objął Grzegorz Szostakiewicz. 18 lipca 2009 w Clubie Presstige w Stargardzie Szczecińskim odbyła się uroczystość z okazji tysięcznego wydania „Dziennika Stargardzkiego”. Od 2002 do 2009 w sumie przewinęło się przez redakcję, w charakterze pracowników i współpracowników, 82 osoby. W roku 2009 było w redakcji ponad 20 pracowników. Od 2011 Naczelną „Dziennika Stargardzkiego” była Aleksandra Zalewska-Stankiewicz, wcześniej była dziennikarką w tygodniku „7 Dni Powiatu Stargardzkiego”.

### Druga, trzecia dekada XXI w.
W 2011 ponownie mianowanym na szefa redakcji (ul. Mickiewicza 1b/5, Stargard Szczeciński) „Dziennika Stargardzkiego” został Tomasz Duklanowski (wcześniej był naczelnym w latach 2003–2004). Jego publikacje na temat „przekrętów wspólnoty mieszkaniowej” oraz „grupy przestępczej terroryzującej wieś pod Stargardem” doprowadziły do tego, że zniszczono mu samochód w garażu podziemnym, ktoś przebił mu opony. Od sierpnia 2013 w redakcji pełnił obowiązki naczelnego Marcin Simiński. We wrześniu 2013 pełniącym obowiązki naczelnego i redaktora prowadzącego objęła Karolina Podgórska. W lutym 2014 funkcję naczelnego „Dziennika Stargardzkiego” sprawował Marcin Nieradka, który następnie obowiązki przekazał w 2015 dla Piotra Słomskiego. W 2018 „Dziennik Stargardzki” przeprowadził się do nowej siedziby w biurowcu Stargardzkiej Agencji Rozwoju Lokalnego przy ul. I Brygady 35 (wcześniej był to biurowiec ZNTK). W 2022 gazeta obchodziła 20. lecie. Od września 2022 „Dziennik Stargardzki” ukazuje się w piątki. Jest gazetą informacyjną i opiniotwórczą na poziomie powiatowej społeczności lokalnej. Bierze udział w organizowaniu akcji i imprez o zasięgu lokalnym. Gazeta oferuje także ogłoszenia oraz reklamy regionalnych firm i przedsiębiorstw. W marcu 2023 w redakcji „Dziennika Stargardzkiego” było trzech pracowników, w tym redaktor naczelny Piotr Słomski.

## Ludzie Dziennika Stargardzkiego (2002–2023)[34]

### Redaktorzy naczelni
- Olgierd Wojciechowicz (2002)[5]
- p.o. Przemysław Bielewicz (2002–2003)[9]
- Tomasz Duklanowski[10] (2003–2004)[35]
- Marek Słomski (2004)[13][35]
- Marcin Rumiński (2004–2005)[15]
- Witold Jabłoński (2005)[18][16]
- Przemysław Bielewicz (2005–2006)[19]
- Katarzyna Kowalska (2006)[21]
- Grzegorz Szostakiewicz (2006–2010)[36].
- Aleksandra Zalewska-Stankiewicz (2010–2011)[23]
- Tomasz Duklanowski (2012–2013)[35]
- p.o. Marcin Simiński (2013)[26]
- p.o. Karolina Podgórska (2013)[37][28]
- Marcin Nieradka[29] (2014–2015)
- Piotr Słomski[31] (2015–obecnie)

### Pracownicy i współpracownicy
- Przemysław Bielewicz (2002–2006; 2013)[5][26]
- Marcin Rumiński (2002–2005)[5]
- Katarzyna Wiśniewska (2002–?)
- Katarzyna Świerczyńska (2002–2004)[43][5]
- Marcin Herbsztain (2002–?)[5]
- Damian Maligłówka (2002–?)[5]
- Tadeusz Surma[44] (fotoreporter) (2007?–2011?)
- Grzegorz Szostakiewicz (2002–2010)[8]
- Aleksandra Zalewska-Stankiewicz (2007–2011)[23]
- Bartosz Strós[45] (2009–2012)
- Tomasz Duklanowski (2011–2013)[46][47]
- Marcin Brański (2011–2021)
- fotoreporter Szymon Górski (2012–?)
- fotoreporter Marcin Kopczyński (2012–2013)
- Sławomir Stańczyk (2007–2014)
- Marek Sobczak (2011–?)
- Natalia Michalska (2012–?)
- Michał Kieliszak (2012–?)
- Ilona Malicka (2012–?)
- Arkadiusz Urbanek (2012–2013)
- Karolina Podgórska (2012–2015)
- Alicja Wojewska (2013–2015)
- Karolina Grzelak[26] (2013–?)
- Justyna Żukowska[26] (2013–?)
- Michał Kieliszak[26] (2013–?)
- Adrian Stateczny (2012–2013)
- Rafał Kowalczuk (2012–?)
- Tomasz Libertowski[26] (2012–?)
- Anna Lisowska (2012–2013)
- ks. Rafał Borkowicz (2012–2014)
- Piotr Słomski (2013–obecnie)
- ks. Grzegorz Podlaski (2014)
- Gabriela Józefczak[26] (2013–2014)
- Marcin Nieradka (2014–2015)
- ks. Rafał Jerzy Sorkowicz[26][48] (2014–?)
- Ewelina Maligłówka (2015–2016)
- ks. Krystian Dylewski (2016–?)
- Ewelina Sosnowska (2016–?)
- Sylwia Biziorek-Koniecka (2015–?)
- Łukasz Famulski (2014–2016)[49][28]
- Michał Padiasek (2012?–obecnie)

## Siedziba[5][50][51]

### Pierwsza siedziba
„Dziennik Stargardzki”

Redakcja Dziennika

ul. Wojska Polskiego 83 lok 2

73-110 Stargard

### Druga siedziba
„Dziennik Stargardzki”

Redakcja Dziennika

ul. Wyszyńskiego 6

73-110 Stargard

### Trzecia siedziba
„Dziennik Stargardzki”

Redakcja Dziennika

ul. Mickiewicza 1b/5

73-110 Stargard

### Czwarta siedziba
„Dziennik Stargardzki”

Redakcja Dziennika

ul. Szczecińska 26/3

73-110 Stargard

### Obecna siedziba
„Dziennik Stargardzki”

Redakcja Dziennika

ul. I Brygady 35, pokój 202

73-110 Stargard